# Aina Maria Lliteras de Can Cardaix
Aina Maria Lliteras de Can Cardaix, nascuda a Artà (Mallorca) és una pintora, escultora i ceramista.
Presenta la seva primera exposició de pintura l'any 1976. Anys després s'inicia en ceràmica, escultura i estampació. Amb aquestes tècniques ha realitzat nombroses exposicions a escala nacional i internacional. Algunes de les seves obres poden veure’s al museu Poeta Javier de la Rosa a Gran Canària, a l'Aeroport Son Sant Joan de Palma i a la façana de les Coves del Drac (ceràmica); i també té obra al Museu d'Art Modern de Buenos Aires, entre d'altres.
Amb el temps la seva obra ha aconseguit reconeixement internacional dins de l'abstracte líric. A la seva obra hi representa el seu interès en el subconscient i en el que és metafísic. El mar Mediterrani i la natura de Mallorca són també temes recurrents a les seves pintures, així com qüestions relacionades amb la teologia. La seva obra més gran, Gir constant entorn del tot, és de fet un estudi filosòfic. Aquesta pintura, de 32 metres quadrats, està col·locada al sostre (a 12,5 metres d'altura) de la seva casa natal d'Artà, que per desig seu està oberta al públic com a casa museu Can Cardaix.
Gràcies a la seva experiència artística, ha participat com a ponent a cicles de conferències organitzades per la Conselleria de Cultura del Govern Balear i pel Fons Cultural Europeu. A més, ha estat membre de la junta de govern de la Confederació d'Associacions Empresarials de les Balears (CAEB), membre de la Comissió d'Artesania del Govern Balear i presidenta del Gremi d'Art Creatiu de Balears i de l'Associació en Defensa de l'Art de les Balears (ADAB).
L'any 2003 es va crear el Certament d'Art Creatiu Aina Maria Lliteras.
El 12 de juny de 2008 es va crear la Fundació Aina Maria Lliteras de Can Cardaix, per gestionar i difondre l'obra d'aquesta artista mallorquina i per promoure la cultura i l'art. La seu de la fundació està situada temporalment a Can Cardaix, que també acull l'exposició permanent de la seva obra a la planta baixa.